# Ridder
Ridder (kaz. i ros.: Риддер) – miasto o znaczeniu obwodowym w północno-wschodnim Kazachstanie, w obwodzie wschodniokazachstańskim, w Ałtaju Kruszcowym. W 2009 roku liczyło ok. 50,5 tys. mieszkańców. Ośrodek wydobycia rud ołowiu, cynku, złota i metali rzadkich, hutnictwa metali nieżelaznych oraz przemysłu drzewnego, spożywczego i lekkiego. W mieście funkcjonują 10 szkół ogólnokształcących, dziecięca szkoła plastyczna, dziecięca szkoła muzyczna, koledż agrarno-techniczny, 2 szkoły techniczne, ponadto znajdują się muzeum krajoznawcze, dom kultury i Ałtajski Ogród Botaniczny.

## Historia
Miejscowość została założona w 1786 roku i nazwana na cześć Filippa Riddera, który odkrył w tym miejscu złoża rud polimetalicznych. Prawa miejskie uzyskała w 1934 roku. W latach 1941–2002 miasto funkcjonowało pod nazwą Leninogorsk (Leninogor).